# Redfield (Arkansas)
Redfield é uma cidade localizada no estado americano de Arkansas, no Condado de Jefferson.

## Demografia
Segundo o censo americano de 2000, a sua população era de 1157 habitantes.
Em 2006, foi estimada uma população de 1169, um aumento de 12 (1.0%).

## Geografia
De acordo com o United States Census Bureau, a localidade tem uma área de 7,0 km², sem área coberta por água. Redfield localiza-se a aproximadamente 86 m acima do nível do mar.

## Localidades na vizinhança
O diagrama seguinte representa as localidades num raio de 24 km ao redor de Redfield.